# Lindera cymosa
Lindera cymosa är en lagerväxtart som beskrevs av Adolph Daniel Edward Elmer. Lindera cymosa ingår i släktet Lindera och familjen lagerväxter. Inga underarter finns listade i Catalogue of Life.